# Xishuangbanna
Xishuangbanna (chiń. trad. 西雙版納傣族自治州, chiń. upr. 西双版纳傣族自治州, pinyin: Xīshuāngbǎnnà Dǎizú zìzhìzhōu) – prefektura autonomiczna mniejszości etnicznej Dai, znajdująca się w prowincji Junnan w Chińskiej Republice Ludowej. Jej stolicą jest Jinghong. W 1999 roku prefektura liczyła 852 938 mieszkańców. Obejmuje obszar 19 554 km².
Przez środek prefektury, z północy na południe, przepływa rzeka Mekong. Większość powierzchni Xishuangbanna zajmują rezerwaty przyrodnicze o bogatej faunie i florze. Żyje tam wiele rzadkich i zagrożonych wyginięciem gatunków, takich jak słonie, tygrysy, złote małpy, dzikie bawoły, węże boa czy pawie. W rezerwatach rośnie w sumie ponad 1500 gatunków roślin tropikalnych i subtropikalnych.
W prefekturze znajdują się liczne zabytkowe pagody i świątynie buddyjskie zbudowane w stylu południowym, m.in. ponad siedemsetletnia Pagoda Pędów Bambusa w Daimenglong. Charakterystycznym elementem architektury Xishuangbanna są także tradycyjne domy narodowości Dai, budowane z bambusa.